# Альфред Геттнер
Альфред Геттнер (нім. Alfred Hettner; 6 серпня 1859, Дрезден, Німеччина — 31 серпня 1941, Гайдельберг, Німеччина) — німецький географ, основний теоретик і засновник хорологічної наукової школи.

## Наукова кар'єра
Альфред Геттнер народився в сім'ї відомого дрезденського літературознавця і мистецтвознавця Германна Геттнера. У 1882—1884 та 1888—1890 роках подорожував по Південній Америці, після повернення до Німеччини опублікував звіти про ці експедиції, які привернули до молодого вченого увагу наукової спільноти. Інтереси Геттнера були різноманітні — від геоморфології та кліматології до соціально-економічної географії та картографії.
Упродовж 1894—1899 років Геттнер був професором Лейпцизького університету, у 1899—1928 роках викладав у Гейдельберзі. Став членом Гайдельберзької академії наук. У 1895 р. ним був заснований журнал «Geographische Zeitschrift», головним редактором якого він був упродовж сорока років. У 1920—1931 роках Геттнер очолював Гейдельберзьке відділення Німецького колоніального товариства, організації, що займалася вивченням питань, пов'язаних з німецькими колоніями.

## Вклад у науку
Альфред Геттнер узагальнив на теоретичному рівні та підкріпив великою кількістю фактичного матеріалу створену раніше Карлом Ріттером хорологічну концепцію. Геттнер вважав об'єктом вивчення географії земний простір з предметами і явищами, що заповнюють його, і взаємодіють між собою. Зв'язки між ними, згідно з Геттнером, мають ландшафтну, причинно-наслідкову природу. До подібних систем географічних об'єктів Геттнер відносив і людське суспільство. Окремі унікальні поєднання тих чи інших об'єктів і явищ на певній території призводять до появи географічних країн (хоросів, просторів), які є об'єктом вивчення країнознавства.
Ідеї Геттнера знайшли визнання в англо-американських географічних школах (зокрема у Річарда Хартшорна і теоретиків школи просторового аналізу). В Радянському Союзі з середини 1930-х років вчення Геттнера (назване «геттнеріанством») було, навпаки, оголошено псевдонауковим (головним чином, як погляди представника ворожої держави, що мали багато прихильників серед «опозиційної» радянської науки), його учень А. О. Григор'єв відмовився від хорологічних ідей і виступив з публічною критикою вчителя (в «Короткій географічній енциклопедії», яка вийшла в 1966 році під його редакцією, концепція Геттнера названа тупиковою). Праці Геттнера піддавалися критиці і в подальшому (через «вплив ідеалістичної філософії», «ігнорування закономірностей розвитку суспільства», відсутність «діалектичного підходу» тощо). Хоча в пострадянські роки ставлення до наукової спадщини Геттнера було повністю переглянуто, його роботи більше не перевидавалися російською мовою.

## Основні роботи
- Die Einheit der Geographic in Wissenschaft und Unterricht (1919)
- Methodische Zeit- und Streitfragen в Geographische Zeitschrift, Bd. 29 (1923)
- География, её история, сущность и методы (Die Geographie, ihre Geschichte, ihr Wesen und ihre Methoden), 1927.
- Vergleichende Landerkunde (Bd 1-4, 1933-35)
- Gesetzma6igkeit und Zufall in der Geographie (1935)
- Allgemeine Geographie des Menschen (Bd 1-3, 1947-57), посмертно